# Mitsuhisa Taguchi
Mitsuhisa Taguchi (田口 光久, Taguchi Mitsuhisa, Akita, 14 februari 1955 – Tokio, 12 november 2019) was een Japans voetballer die als doelman speelde.

## Clubcarrière
In 1970 ging Taguchi naar de Akita Commercial High School, waar hij in het schoolteam voetbalde. Nadat hij in 1973 afstudeerde, ging Taguchi spelen voor Mitsubishi Motors. Met deze club werd hij in 1973, 1978 en 1982 kampioen van Japan. Taguchi veroverde er in 1973, 1978 en 1980 de Beker van de keizer en in 1978 en 1981 de JSL Cup. In 12 jaar speelde hij er 161 competitiewedstrijden. Taguchi beëindigde zijn spelersloopbaan in 1984.

## Japans voetbalelftal
Mitsuhisa Taguchi debuteerde in 1975 in het Japans nationaal elftal en speelde 59 interlands.

## Statistieken
| Japans voetbalelftal | Japans voetbalelftal | Japans voetbalelftal |
| Jaar                 | Wed.                 | Dlp.                 |
| -------------------- | -------------------- | -------------------- |
| 1975                 | 1                    | 0                    |
| 1976                 | 3                    | 0                    |
| 1977                 | 5                    | 0                    |
| 1978                 | 13                   | 0                    |
| 1979                 | 8                    | 0                    |
| 1980                 | 4                    | 0                    |
| 1981                 | 4                    | 0                    |
| 1982                 | 8                    | 0                    |
| 1983                 | 9                    | 0                    |
| 1984                 | 4                    | 0                    |
| Totaal               | 59                   | 0                    |